# Marcela Topor
Marcela Topor (n. 8 septembrie 1976, Vaslui, Vaslui, România) este o jurnalistă de origine română, soția lui Carles Puigdemont, expreședinte al Generalitat de Catalunya și președinte al Republicii Catalane. Este licențiată a Universității„Alexandru Ioan Cuza” din Iași, specialitatea filologie engleză.
În 1996, aflată în Girona, Catalonia, într-un turneu cu Teatrul studențesc Ludic, Topor avea să-l cunoască pe Carles Puigdemont, care era la acea vreme directorul căminului cultural ce găzduia festivalul local de teatru. Doi ani mai târziu, după finalizarea studiilor, Topor avea să se căsătorească cu Puigdemont și să se stabilească în Catalonia.
Conduce Catalonia Today, un ziar în limba engleză, precum și un program de televiziune, Catalan connections, care conține interviuri în limba engleză cu rezidenți străini în Catalonia și este difuzat pe postul El Punt Avui TV.
Marcela Topor, ca și soțul ei, au aderat la ideologia separatistă catalană. Are două fiice și vorbește în mod curent limbile română, catalană, engleză și spaniolă.